# Steven Curtis Chapman
Steven Curtis Chapman (nacido el 21 de noviembre de 1962 en Paducah, Kentucky) es un músico cristiano estadounidense.
Empezó su carrera a mediados de los ochenta como compositor y desde entonces se ha convertido en uno de los artistas más prolíficos de su categoría, lanzando más de 20 álbumes hasta la fecha. También es el músico cristiano/gospel que más premios ha logrado hasta la fecha: Ha ganado 5 premios Grammy y 51 premios GMA (Asociación de Música Gospel), más que ningún otro artista en la historia.
A partir de 2007, Chapman ha vendido más de 10 millones de álbumes y cuenta con dos discos 8 RIAA-crtificado como oro o platino.
Chapman fue reconocido en el otoño de 2010 lanza Wood & Steel usando la guitarra Taylor 714 Signature Series, en honor de su hija menor María Sue. La guitarra cuenta con la flor de la imagen de María y la palabra "ver" (SEE) en el cargo 12 de puño y letra de María. En 2003, Chapman protagonizó la película infantil de Christmas Child.

## Biografía
Steven Curtis Chapman es hijo de Judy y Herb Chapman, nacido en Paducah, Kentucky el 21 de noviembre de 1962. El padre de Chapman es profesor de guitarra en Paducah, el joven Steven y Herb Jr. crecieron tocando la guitarra y cantando.
Al terminar la escuela secundaria, Chapman se matriculó como estudiante de pre-medicina en la Universidad de Georgetown, en Kentucky. Después de un par de semestres fue transferido a Anderson College en Indiana. Sin embargo, pronto abandonó y se fue a Nashville para seguir una carrera en la música. Mientras estuvo en Nashville asistió brevemente a la Universidad de Belmont. Comenzó a trabajar en un espectáculo de música en Opryland Estados Unidos, mientras dedica tiempo a escribir canciones.
En la década de 1980, Chapman escribió una canción llamada "Built to Last,", que fue grabado por el grupo de gospel The Imperials. La fuerza de la canción lo llevó a firmar a un contrato de compositor de canciones con Sparrow Records,. A partir de 2007, artistas como Sandi Patty, Dean Billy, Glen Campbell, el Cuarteto Catedral y Roger Whittaker han grabado canciones de Chapman.

### Primeros Álbumes
En 1987, Chapman lanzó su primer álbum First Hand. El álbum incluye la canción "Weak Days", que alcanzó el puesto #2 en las listas de música cristiana contemporánea. En 1988, siguió su segundo álbum, Real Life Conversations, que le valió cuatro éxitos más, entre ellos la canción # 1 "His Eyes". La canción, que fue coescrita por James Isaac Elliot, obtuvo el premio como Mejor Canción contemporánea grabada del año de la Asociación de Música Gospel en 1989. Ese año, ganó un Premio GMA Dove al Mejor Compositor del Año.
Después de eso, Chapman siguió con más álbumes como More to This Life y For the Sake of the Call. Muchos de estos álbumes ofrecieron varios singles número 1 y obtuvieron muchos premios GMA. El último le dio a Chapman su primer Grammy en la categoría de Mejor Álbum Pop Gospel. Estos logros fortalecieron su posición en la escena musical cristiana.

### The Great Adventure
En 1992, Chapman hizo un cambio con éxito hacia un público más convencional con su álbum The Great Adventure. Gracias al álbum Chapman obtuvo dos Grammys más, por el álbum y el video de la canción. Después que Sparrow Records fue comprada por EMI / Liberty, comenzaron a comercializar el álbum a un público más amplio, llevándolo a disco de oro en 1993. El éxito del álbum lo impulso a grabar un de sus conciertos y lanzarlo como The Live Adventure, en video y CD. Esta continuación ganó para Chapman más premios GMA, y también un nuevo premio de la revista American Songwriter como compositor y artista del año.
Chapman continuó disfrutando del éxito con discos como Heaven in the Real World,  Signs of Life, y Speechless. En 2001, con el lanzamiento de Declaration, Chapman obtiene más atención entre el Top 200. El álbumAll About Love, a lo largo de 2003, alcanzó su punto máximo en el Top 15. El siguiente, All Things New, llegó al puesto #22.
Chapman también ha lanzado tres álbumes de Navidad, comenzando en 1995 con The Music of Christmas. En 2005, lanzó All I Really Want for Christmas (todo lo que realmente quiero para Navidad), y fue seguido por una reedición de The Music of Christmas (La Música de Navidad) en 2004, distribuido solo en las tiendas Hallmark Cards.
En el videojuego cristiano Dance Praise, aparecen cuatro canciones de Steven Curtis Chapman: "All About Love", "Dive", "Live Out Loud", y "Only Getting Started". El paquete de expansión Dance Praise, el paquete de expansión volumen 1 Dance Praise: Modern Worship, añade las siguientes canciones para el juego: "Children of the Burning Heart", "Let us Pray", "See the Glory", "Fingerprints of God," y "I Do Believe".
Chapman también presenta en el Gospel Music Channel, el programa "The Best of the Dove Awards".

### 2006 - presente
En 2006, Chapman se fue de gira a varios países asiáticos, Corea del Sur fue el primer concierto cristiano realizado hasta ahora para las tropas en ese país, y un concierto en Shanghái, China fue "la primera actuación pública de un evento artista Evangelio de grabación en la ciudad abierta a la Titulares de Pasaporte de China", y el tercer concierto más grande de Shanghái Esa primavera. La gira empezó en Australia, Nueva Zelanda, Filipinas, Hong Kong y Singapur. Durante el mismo período, su canción "The Blessing" alcanzó el número uno en Tailandia entre las listas de radio. Sus éxitos número uno son "Dive", "Live Out Loud", "Cinderella", y "Do Everything".
En 2007, Chapman co-titulado anual NewSong la gira Winter Jam con Jeremy Camp. Para la gira, la banda de sonido histórica ET trajo", la continuación, salir de gira a tocar como banda de la historia de respaldo, a lo largo con el veterano teclista Scott Sheriff. Chapman también dio a conocer este momento, que incluyó los éxitos "Cinderella" y "tuyo", en octubre de 2007. Fue elegido para WOW Hits 2009 de Cenicienta. Él continuó de gira con sonidos históricos, Caleb y Will.
El 20 de abril de 2008, Chapman fue Galardonado con estrella en el Paseo de la Fama de Nashville por las contribuciones en la historia de la música cristiana.
El 3 de noviembre de 2009, lanza su álbum Beauty Will Rise. Muchas de las canciones de este álbum están inspiradas en la muerte de su hija, Maria Sue.
El 2013, produjo el álbum The Glorious Unfolding con su canción homónima Glorious Unfolding como single.
En 2015, Chapman dedicó la canción A Prayer for Charleston en memoria a las víctimas de la Masacre de la iglesia de Charleston. En agosto del mismo se dio a conocer la canción Warrior para el soundtrack de la película Cuarto de Guerra de Alex Kendrick.

## Vida personal
Chapman es un cristiano devoto, ya partir de 2010, ha estado casado con Mary Beth Chapman (tenían el mismo apellido antes de su matrimonio) durante más de 25 años. La pareja se conoció en los años 80 en la Universidad de Anderson en Anderson, Indiana y se casó en el otoño de 1984
Actualmente viven en Franklin (Tennessee), y tienen tres hijos biológicos. Emily Elizabeth Richards (nee Chapman), Caleb Stevenson Chapman, Chapman y Will Franklin. Desde 1991 Mary Beth ha sufrido de depresión clínica. Mary Beth mantiene su depresión bajo control con Prozac. Después de ir en un viaje misionero a Haití con Mary Beth en 1997, Emily pidió a sus padres acerca de la adopción de una niña desde el otro lado del mundo, pero ellos dijeron "No" Después de mucha persistencia de Emily Elizabeth y hacer un poco de investigación, Steven y Mary Beth cambiaron de opinión y adoptaron tres niñas de China. Shaohannah "Shaoey" Esperanza Yan, Stevey Joy Ru, y Maria Sue Chunxi.
Juntos, Chapman y su esposa han escrito tres libros para niños con temas de adopción: Shaoey y DOT: Fallo Cumple Bundle (2004), Shaoey y Dot: El Milagro de Navidad (2005), y Shaoey y punto: Un Trueno y Story Lightning Bug con ilustraciones por Jim Chapman (2006). Cuento de hadas moderno de Chapman, Cenicienta: El amor de un papá y su princesa (2008) narra y celebra las bendiciones de la infancia, la familia, el amor y la vida. Junto con el ministro de Scotty Smith, Chapman es autor de dos libros para el mercado de inspiración para adultos: Speechless (1999), y restauración de Broken Things (2005). Chapman canción "All About Love" ha aparecido en comerciales para la televisión Fox Celebrity Duets espectáculo.
Chapman y sus hijos registrados bajo el nombre de "Stevenson" después de su más viejo hijo Caleb Stevenson para el CD 2003 Veggie Rocks. (Canción: "I Love My Lips" VeggieTales). Chapman grabó una nueva canción para la marca Veggie Tales nueva película "Es una vida con sentido" llamado "Meant to Be". Chapman es el mejor amigo de Geoff Moore. Los Chapman son miembros de Cristo Iglesia de la Comunidad. Los Chapman dueño de dos perros, Duke y Winston.
El 10 de noviembre de 2011 Chapman y su esposa se convirtieron en abuelos por primera vez cuando una niña, Eliza Eiley Richards, nació de Emily y su marido Tanner Richards, en Irlanda. El bebé nació a las 9:30 a. m., hora de Irlanda o 3:30 a. m. hora Tennessee.
Chapman hermanoen la ley, Jim Chapman, fue el vocalista de graves en la década de 1990 la música country grupo 4 Runner.

## Discografía
- First Hand (1987)
- Real Life Conversations (1988)
- More to This Life (1989)
- For the Sake of the call (1990)
- The Great Adventure (1992)
- The Live Adventure (1993)
- Heaven in the Real World (1994)
- The Music of Christmas (1995)
- Signs of Life (1996)
- Greatest Hits (1997)
- Speechless (1999)
- Declaration (2001)
- All About Love (2003)
- Avll Things New (2004)
- The Music of Christmas (Hallmark Exclusive) (2004)
- The Abbey Road Sessions (2005)
- All I Really Want for Christmas (2005)
- This Moment (2007)
- This Moment - Special Edition (2007)
- This Moment - Cinderella Edition (2008)
- Cinderella Digital Single Sales
- Beauty Will Rise (2009)
- re:creation (2011)
- JOY (2012)
- Deep Roots (2013)
- The Glorious Unfolding (2013)
- The Ultimate Collection (2014)
- Worship and Believe (2016)

## Premios
| Predecesor: Another Time... Another Place Sandi Patti                            | Premio Grammy por Mejor álbum gospel pop/contemporáneo 1992–1994 For The Sake of the Call The Great Adventure The Live Adventure | Sucesor: Mercy Andrae Crouch                     |
| Predecesor: This Is My Song Deniece Williams                                     | Grammy Award for Best Pop/Contemporary Gospel Album 2000 Speechless | Sucesor: If I Left the Zoo Jars of Clay          |
| Predecesor: Avalon                                                               | American Music Award for Favorite Inspirational Contemporary Artist 2003 | Sucesor: MercyMe                                 |
| Predecesor: "Place in This World" Amy Grant, Michael W. Smith, Wayne Kirkpatrick | 'Dove Award for Song of the Year "The Great Adventure"' 1993 | Sucesor: "In Christ Alone" Shawn Craig, Don Koch |
| Predecesor: Larnelle Harris                                                      | GMA's Songwriter of the Year 1989–1995 | Sucesor: Michael W. Smith                        |
| Predecesor: Michael W. Smith                                                     | GMA's Songwriter of the Year 1997–1998 | Sucesor: Rich Mullins                            |
| Predecesor: Wayne Watson                                                         | GMA's Male Vocalist of the Year {{{período}}} | Sucesor: Michael English                         |
| Predecesor: Michael English                                                      | GMA's Male Vocalist of the Year 1995 | Sucesor: Gary Chapman                            |
| Predecesor: Gary Chapman                                                         | GMA's Male Vocalist of the Year 1997–1998 | Sucesor: Chris Rice                              |
| Predecesor: Chris Rice                                                           | GMA's Male Vocalist of the Year 2000–2001 | Sucesor: Mac Powell                              |
| Predecesor: Amy Grant                                                            | GMA's Artist of the Year 1990–1991 | Sucesor: Amy Grant                               |
| Predecesor: Amy Grant                                                            | GMA's Artist of the Year 1993 | Sucesor: Michael English                         |
| Predecesor: Michael English                                                      | GMA's Artist of the Year 1995 | Sucesor: DC Talk                                 |
| Predecesor: DC Talk                                                              | GMA's Artist of the Year 1997 | Sucesor: Rich Mullins                            |
| Predecesor: Michael W. Smith                                                     | GMA's Artist of the Year 2000 | Sucesor: Third Day                               |
| Predecesor: tobyMac                                                              | GMA's Artist of the Year 2009 | Sucesor: -                                       |
| Predecesor: Go West Young Man Michael W. Smith                                   | GMA's Pop/Contemporary Album of the Year 1992–1993 For the Sake of the Call The Great Adventure | Sucesor: Hope Michael English                    |
| Predecesor: Hope Michael English                                                 | GMA's Pop/Contemporary Album of the Year 1995 Heaven in the Real World | Sucesor: The Whole Truth Point of Grace          |
| Predecesor: The Whole Truth Point of Grace                                       | GMA's Pop/Contemporary Album of the Year 1997 Signs of Life | Sucesor: Behind the Eyes Amy Grant               |
| Predecesor: Live the Life Michael W. Smith                                       | GMA's Pop/Contemporary Album of the Year 2000 Speechless | Sucesor: This is Your Time Michael W. Smith      |
| Predecesor: This is Your Time Michael W. Smith                                   | GMA's Pop/Contemporary Album of the Year 2002 Declaration | Sucesor: Woven & Spun Nichole Nordeman           |
| Predecesor: -                                                                    | GMA's Pop/Contemporary Recorded Song of the Year 1989 "His Eyes" | Sucesor: "Heaven" BeBe & CeCe Winans             |
| Predecesor: "Home Free" Wayne Watson                                             | GMA's Pop/Contemporary Recorded Song of the Year 1993–1995 "The Great Adventure" (with Geoff Moore) "Go There With You" "Heaven in the Real World" | Sucesor: "The Great Divide" Point of Grace       |
| Predecesor: "Between You and Me" DC Talk                                         | GMA's Pop/Contemporary Recorded Song of the Year 1998 "Let Us Pray" | Sucesor: "Testify to Love" Avalon                |
| Predecesor: "Testify To Love" Avalon                                             | GMA's Pop/Contemporary Recorded Song of the Year 2000 "Dive" | Sucesor: "Redeemer" Nicole C. Mullen             |
| Predecesor: -                                                                    | GMA's Southern Gospel Recorded Song of the Year 1990 "I Can See the Hand" (with Jim Chapman III) (recorded by The Cathedrals) | Sucesor: -                                       |
| Predecesor: -                                                                    | GMA's Inspirational Recorded Song of the Year 1990 "His Strength is Perfect" (with Jerry Salley) | Sucesor: -                                       |
| Predecesor: -                                                                    | GMA's Inspirational Recorded Song of the Year 2005 "Voice of Truth" (with Mark Hall) (recorded by Casting Crowns) | Sucesor: -                                       |
| Predecesor: -                                                                    | {{{título}}} 2007 'End Of The Spear Soundtrack (CON Ronald Owen, Howell Gibbens, Matt Cody, David Mullen, Jamie Moore, Brown Bannister, Otto Price) | Sucesor: -                                       |
| Predecesor: -                                                                    | {{{título}}} 1995 Corem Deo II (con Out of the Grey, Steve Green, Margaret Becker, Charlie Peacock, CeCe Winans, Bob Carlisle) | Sucesor: -                                       |
| Predecesor: -                                                                    | GMA's Special Event Album of the Year 1996 My Utmost for His Highest (with Amy Grant, Gary Chapman, Michael W. Smith, Point Of Grace, 4HIM, Cindy Morgan, Sandi Patty, Bryan Duncan, Twila Paris, Phillips, Craig & Dean)                                                                 | Sucesor: -                                       |
| Predecesor: -                                                                    | GMA's Special Event Album of the Year 1998 God with Us - A Celebration of Christmas Carols & Classics (with Anointed, Michael W. Smith, Twila Paris, Sandi Patty, Chris Willis, Steve Green, Cheri Keaggy, Avalon, Out of the Grey, Ray Boltz, Clay Crosse, CeCe Winans, Larnelle Harris) | Sucesor: -                                       |
| Predecesor: -                                                                    | GMA's Special Event Album of the Year 2005–2006 The Passion of the Christ: Songs Music Inspired by The Chronicles of Narnia: The Lion, the Witch and the Wardrobe | Sucesor: -                                       |
| Predecesor: -                                                                    | Short Form Music Video of the Year 1993 "The Great Adventure" | Sucesor: -                                       |
| Predecesor: -                                                                    | GMA's Long Form Music Video of the Year 1994 The Live Adventure | Sucesor: -                                       |
| Predecesor: -                                                                    | GMA's Long Form Music Video of the Year 1999 My Utmost for His Highest: The Concert | Sucesor: -                                       |